# Château de Bournel
Pour les articles homonymes, voir Bournel (homonymie).
Le château de Bournel est un domaine de 80 hectares avec un château du XVIIIe siècle, un château de la seconde moitié du XIXe siècle et un golf de 18 trous à Cubry, département du Doubs, en Bourgogne-Franche-Comté.

## Historique
Le domaine est la propriété de la famille de Moustier (Mouthier-Haute-Pierre) depuis plus de 5 siècles.
En 1732, le marquis Philippe-Xavier de Moustier (1er marquis par lettres patentes de 1741), colonel du régiment du Grand-Dauphin Louis de France épouse Louise de Bournel qui donne son nom au domaine.
Vers 1735, Louise de Bournel décide la construction d’un nouveau château à Cubry, mais après la réalisation d’un ensemble de bâtiments importants, appelé aujourd'hui « Vieux Château », le projet du véritable château fut abandonné.
Vers 1860, le marquis Léonel de Moustier (Ve Marquis, diplomate, ambassadeur à Berlin, à Vienne, à Constantinople et Ministre des Affaires Étrangères de Napoléon III) fait construire un château moderne néogothique sur le domaine, par l'architecte Clément Parent (élève d'Eugène Viollet-le-Duc). L'architecte d'opération est Pierre Marnotte.
Le marquis Pierre-René de Moustier (VIe marquis, fils du précédent) termine la décoration intérieure, fait construire la chapelle inspirée de celle du château d'Amboise, dessine les jardins à la française et plante le parc à l’anglaise. Il fait également transformer et agrandir le « Vieux Château » entre 1890 et 1910 pour lui donner son aspect actuel.

## Architecture
Le château néogothique et sa chapelle ont été classés monument historique le 28 août 1989 alors que les communs, les écuries et la ferme ainsi que la tour d'Orival ont été inscrits.

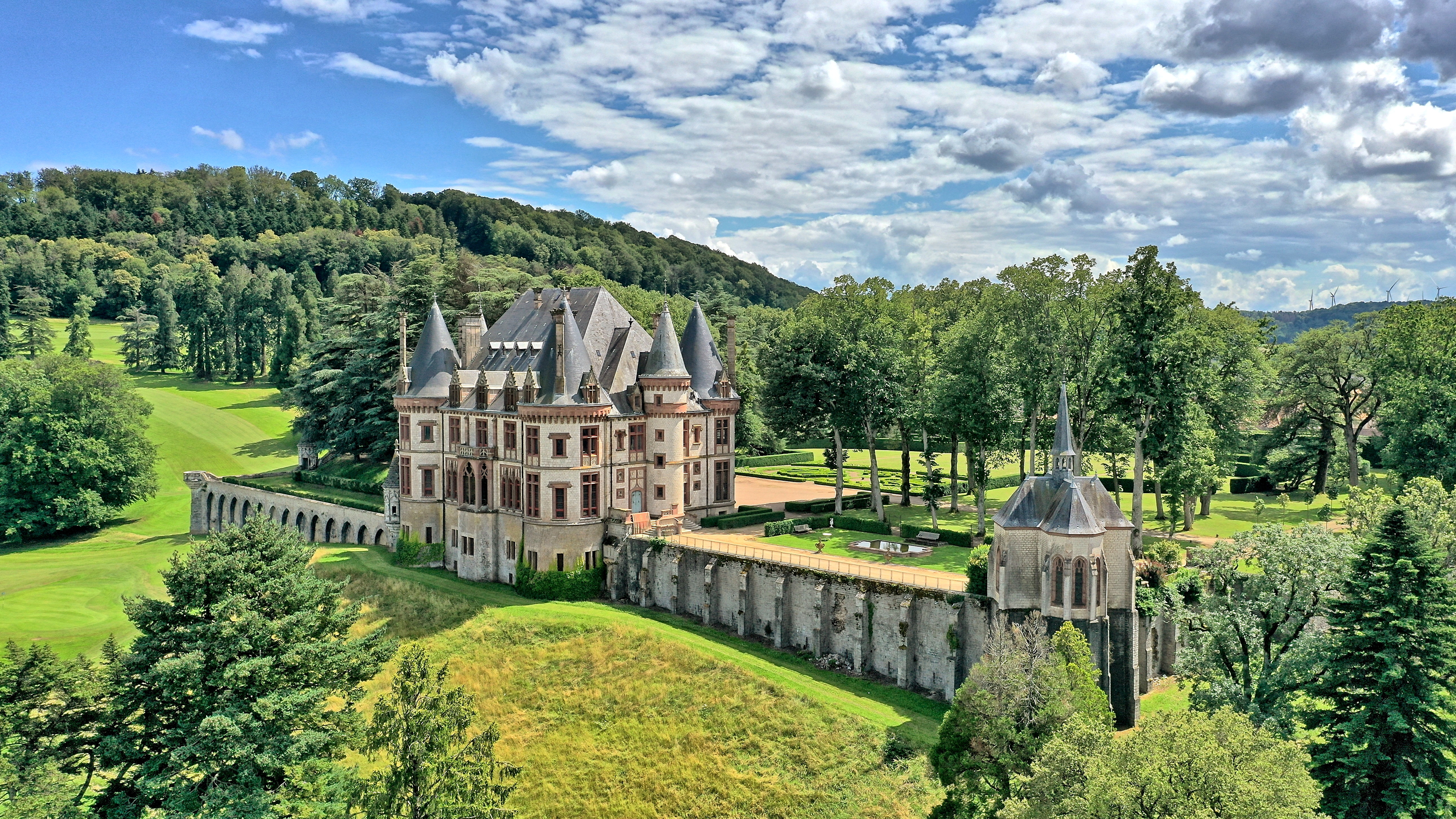
Le château néogothique et sa chapelle.

## Parc et jardins
Ils se composent de terrasses dont une possède des échauguettes, d'un jardins à la française, d'un potager dont les entrées sont ornées de sculptures remarquables, et d'un parc à l’anglaise qui sont inscrits aux monuments historiques le 28 août 1989. La grotte du potager est classée. Le parc est traversé d'allées régulières et irrégulières et d'une allée couverte. Il est parsemé de diverses fabriques dont un kiosque et d'un bassin. L'ensemble a reçu le label « jardin remarquable ».
Le château est au centre d'un site inscrit : « Le château de Bournel, le village de Cubry et leurs abords », depuis 1997.

## Tourisme
Le « Vieux Château » est aménagé en hôtel et un golf de 18 trous par 72.

## Galerie

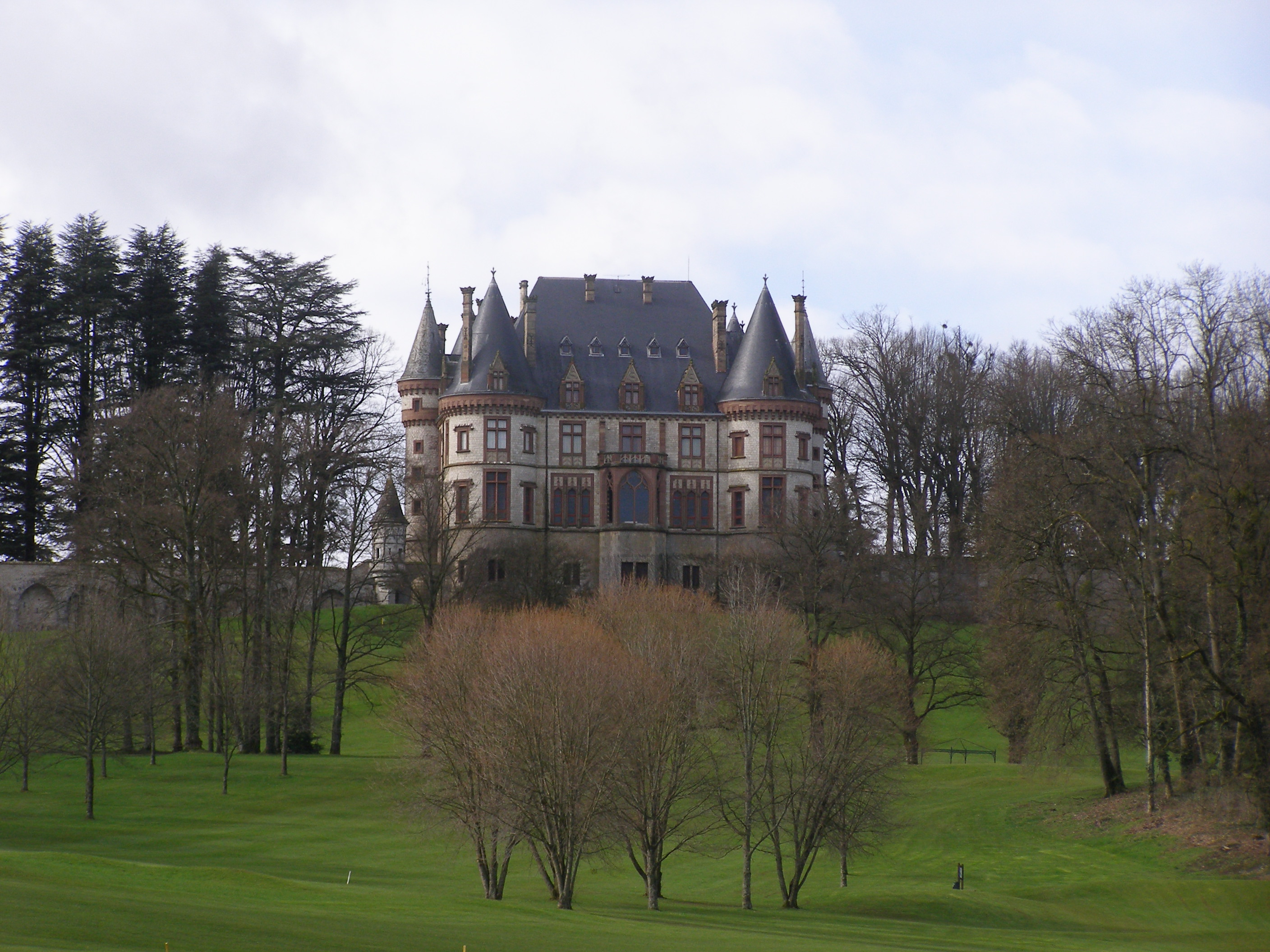
Château vu depuis le village de Cubry.
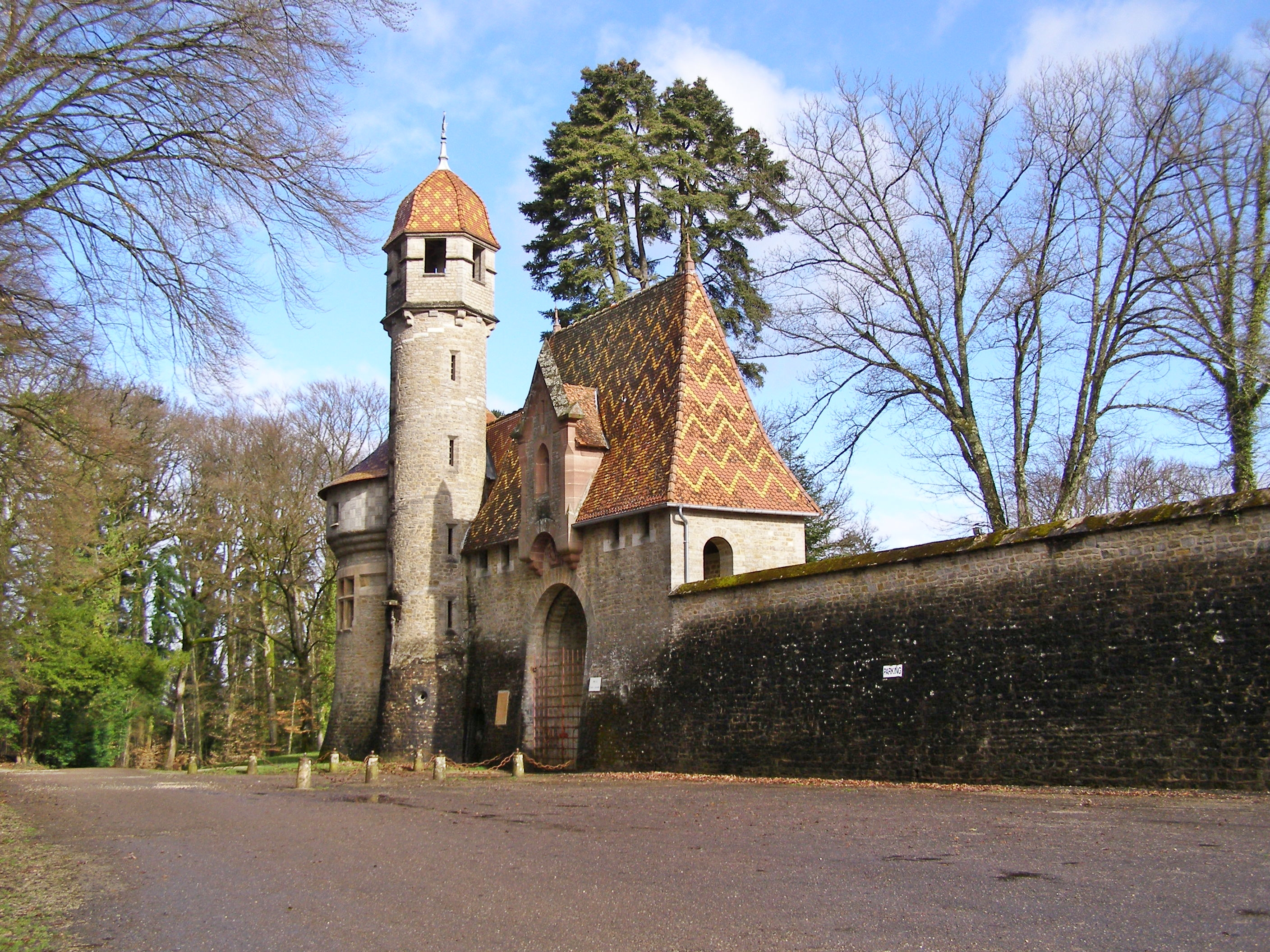
Châtelet à l'entrée du domaine de Bournel.
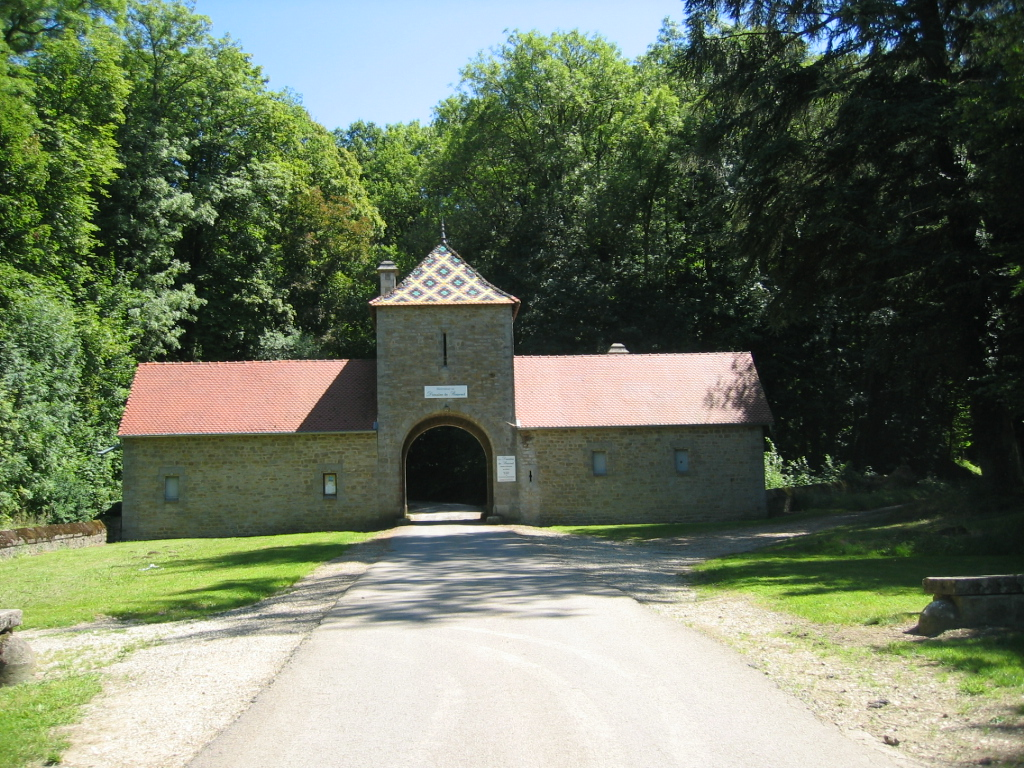
Entrée du parc.
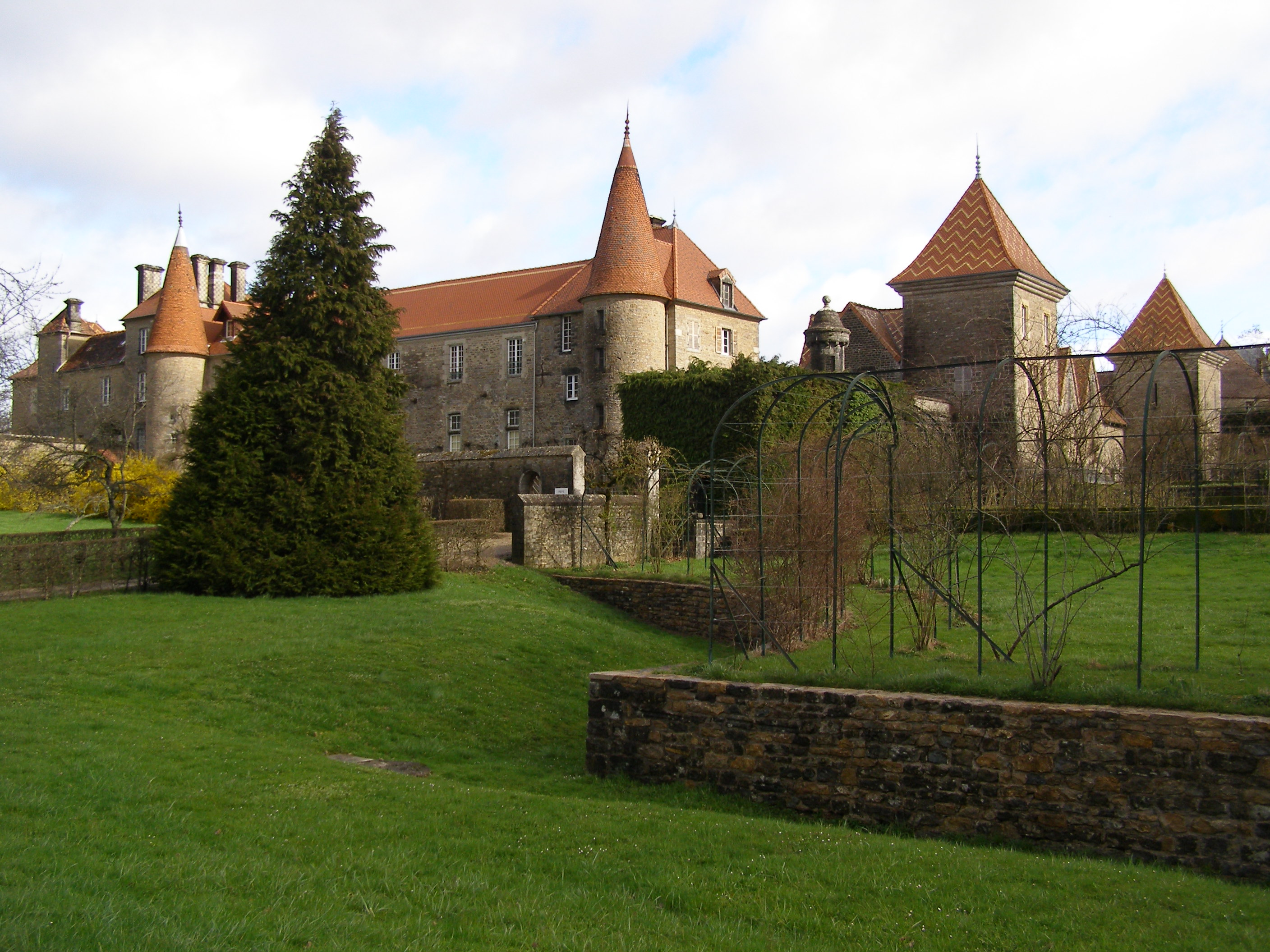
Une vue sur le château.
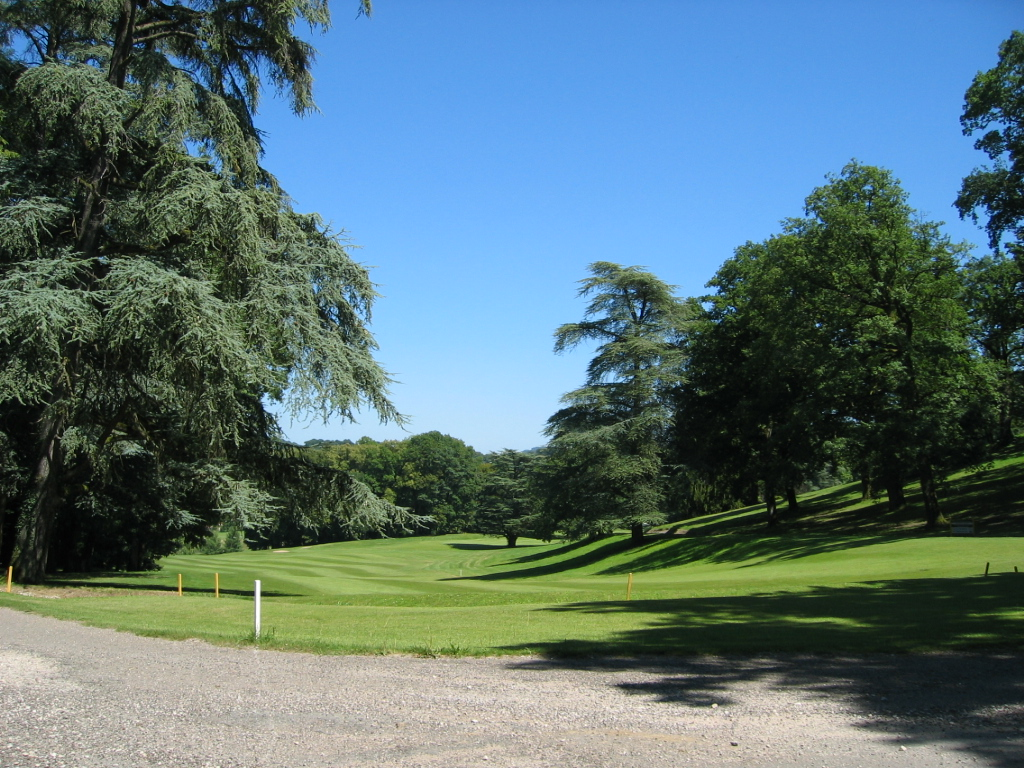
Le parc et golf du château de Bournel.
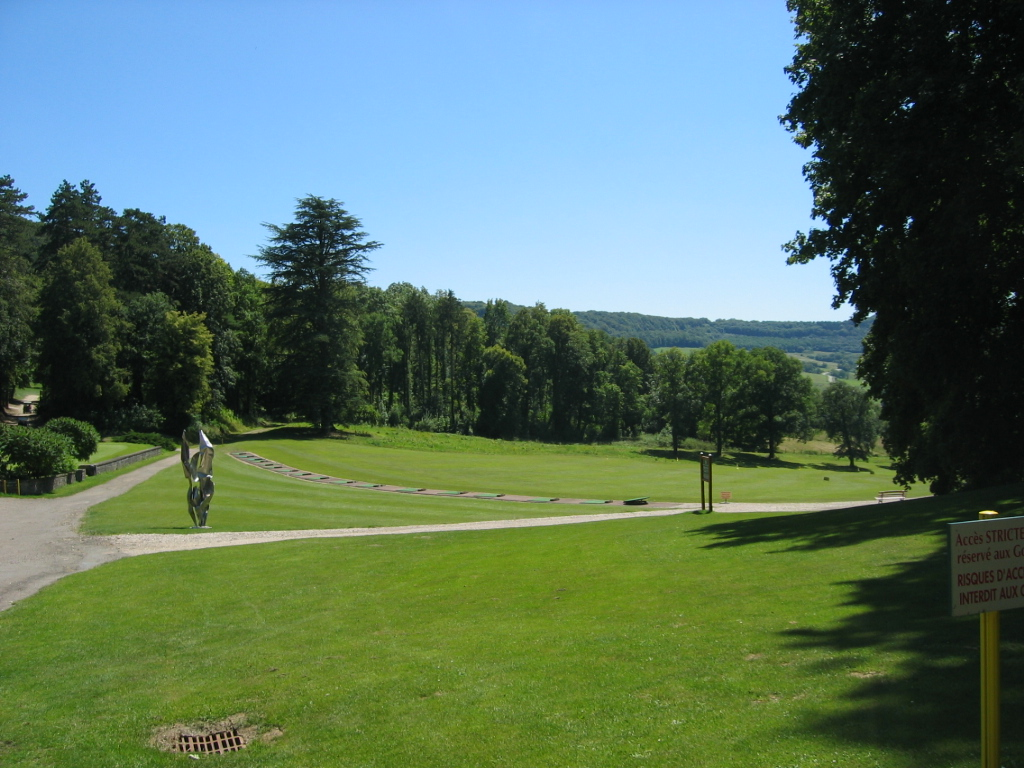
Autre vue du parc et du golf.
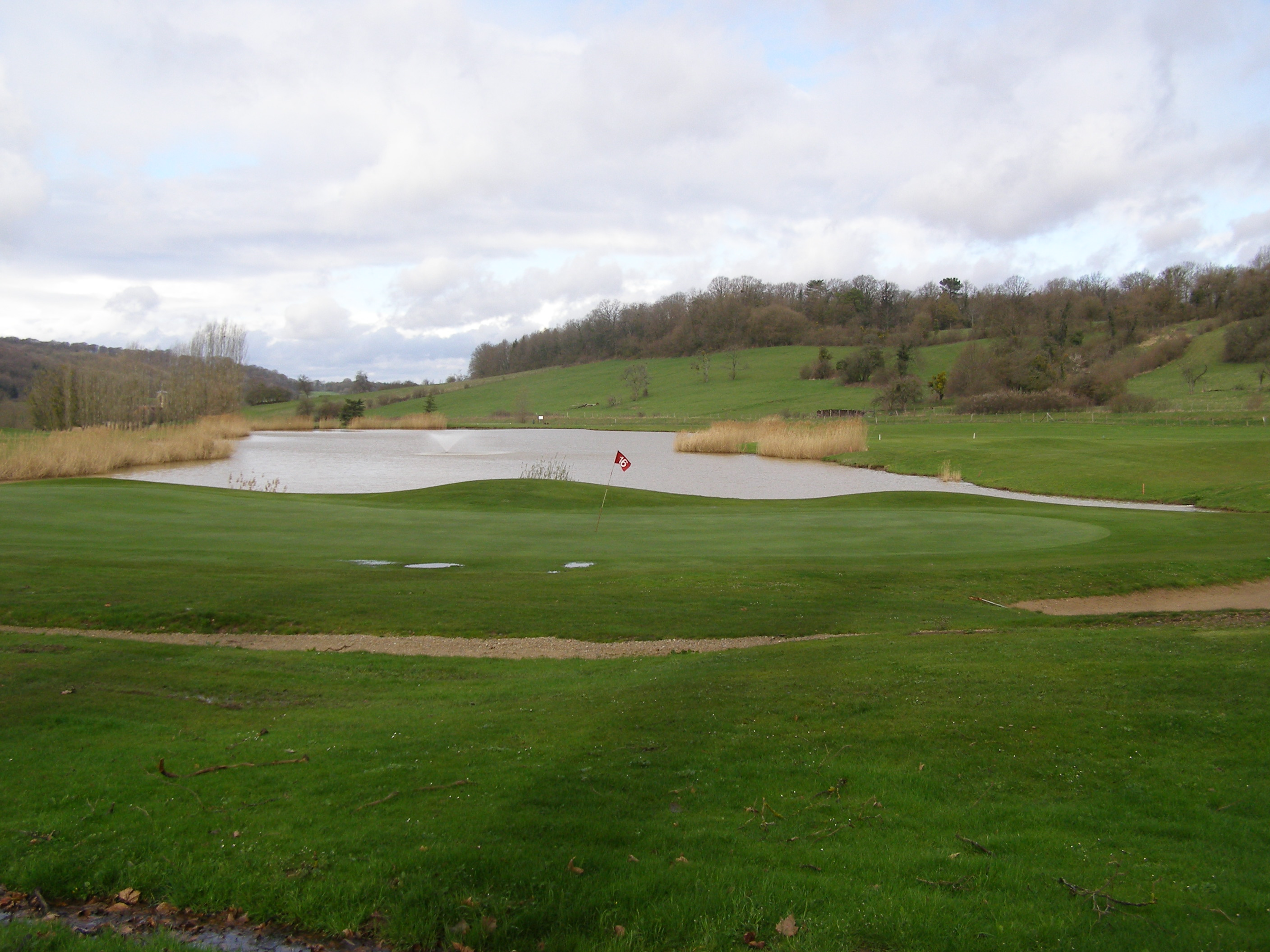
Trou no 16.
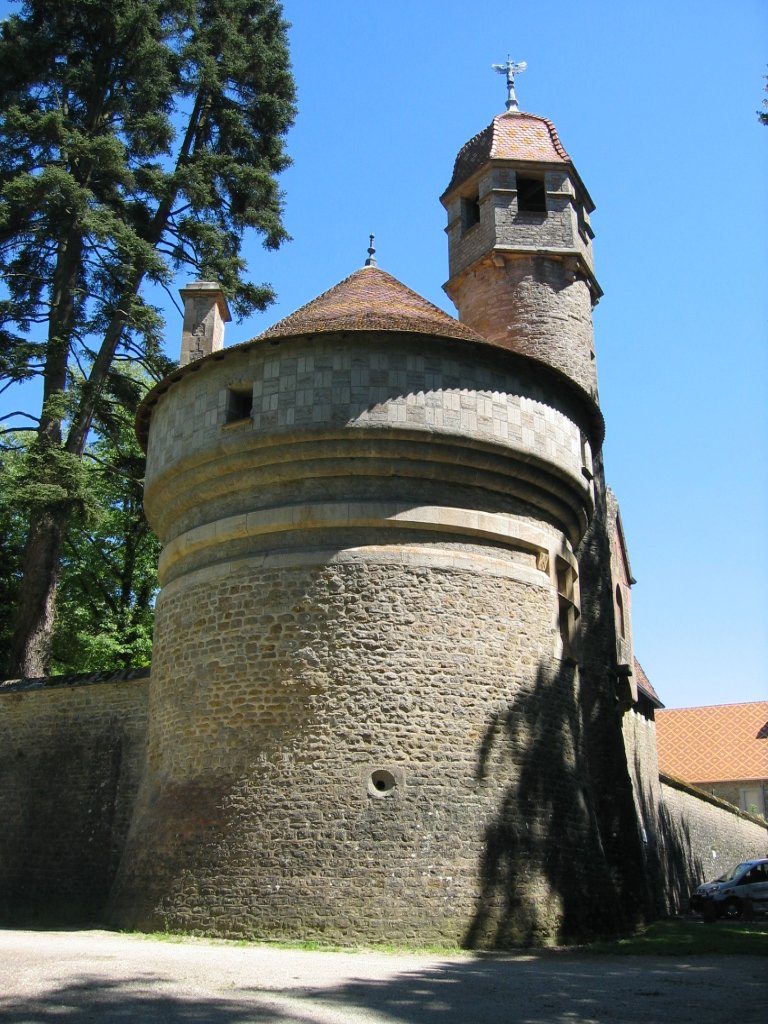
La tour.
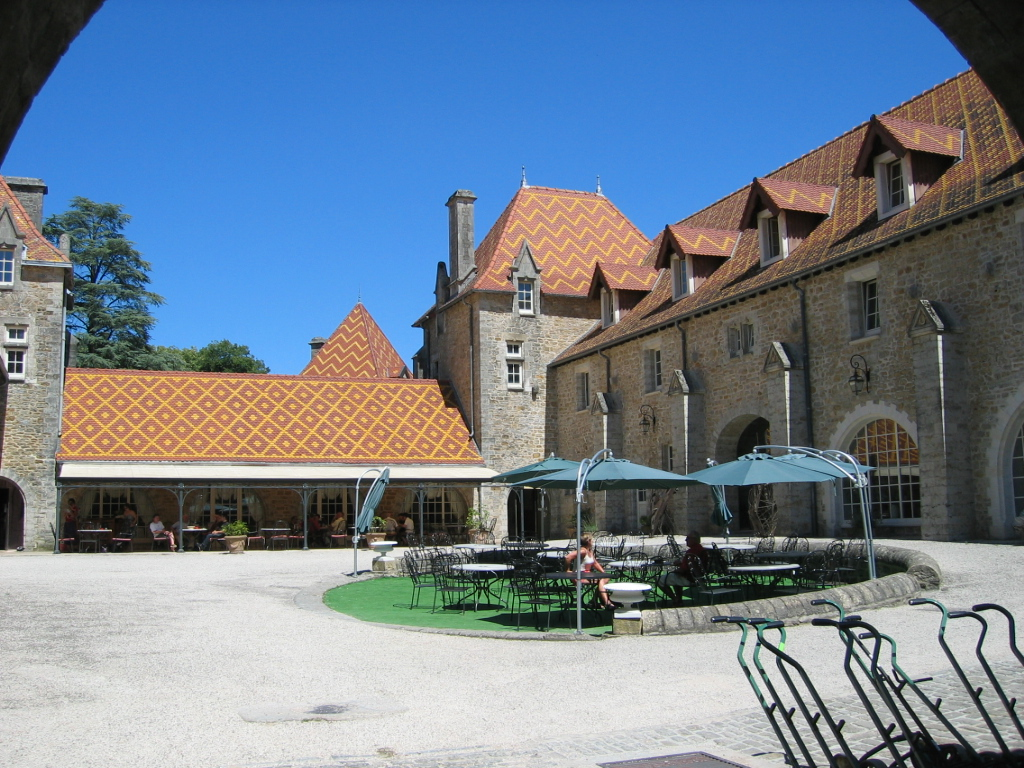
Espace détente à l'intérieur du château de Bournel.
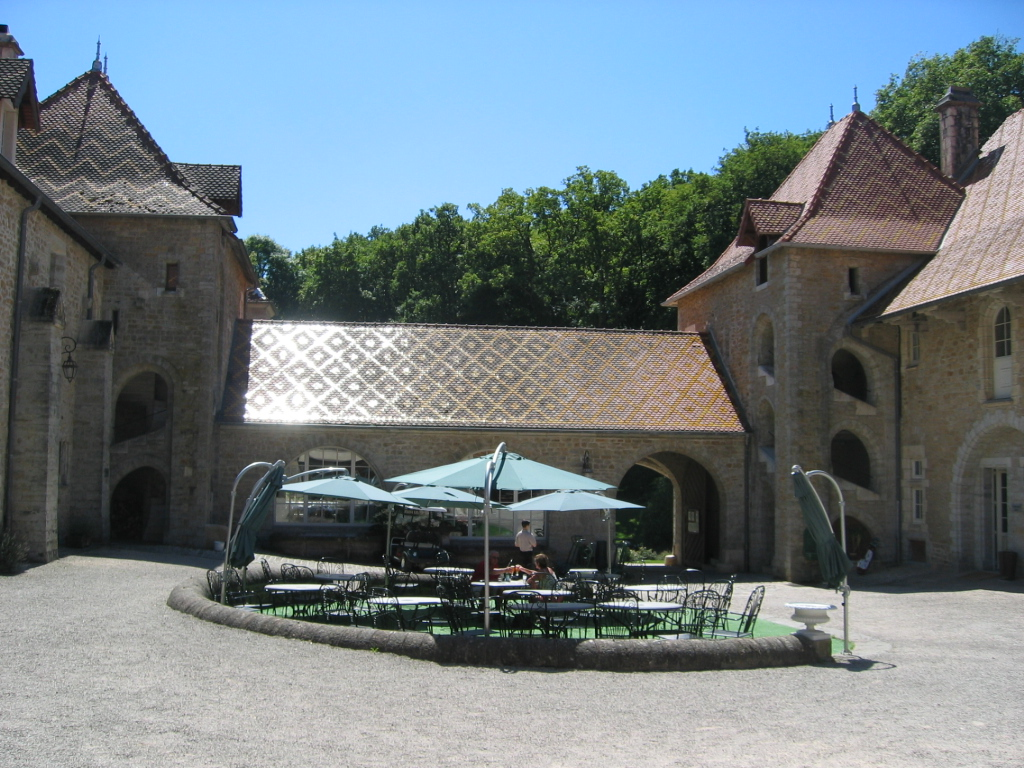
Espace détente avec vue sur les escaliers extérieurs.
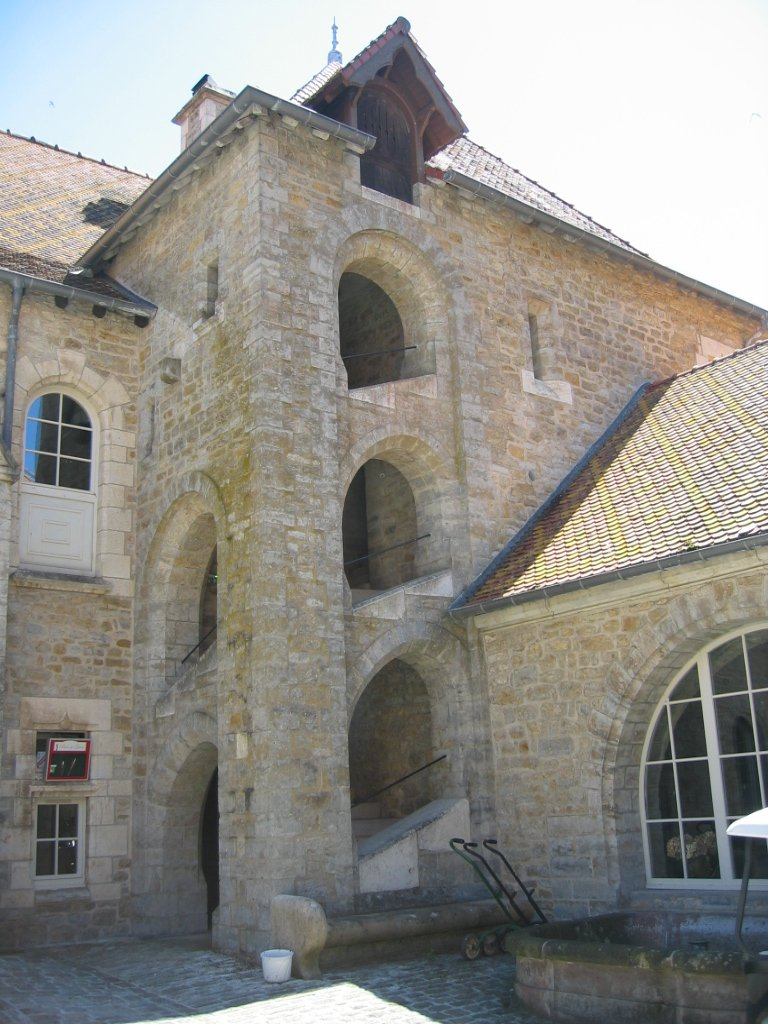
Un des escaliers extérieurs du château.
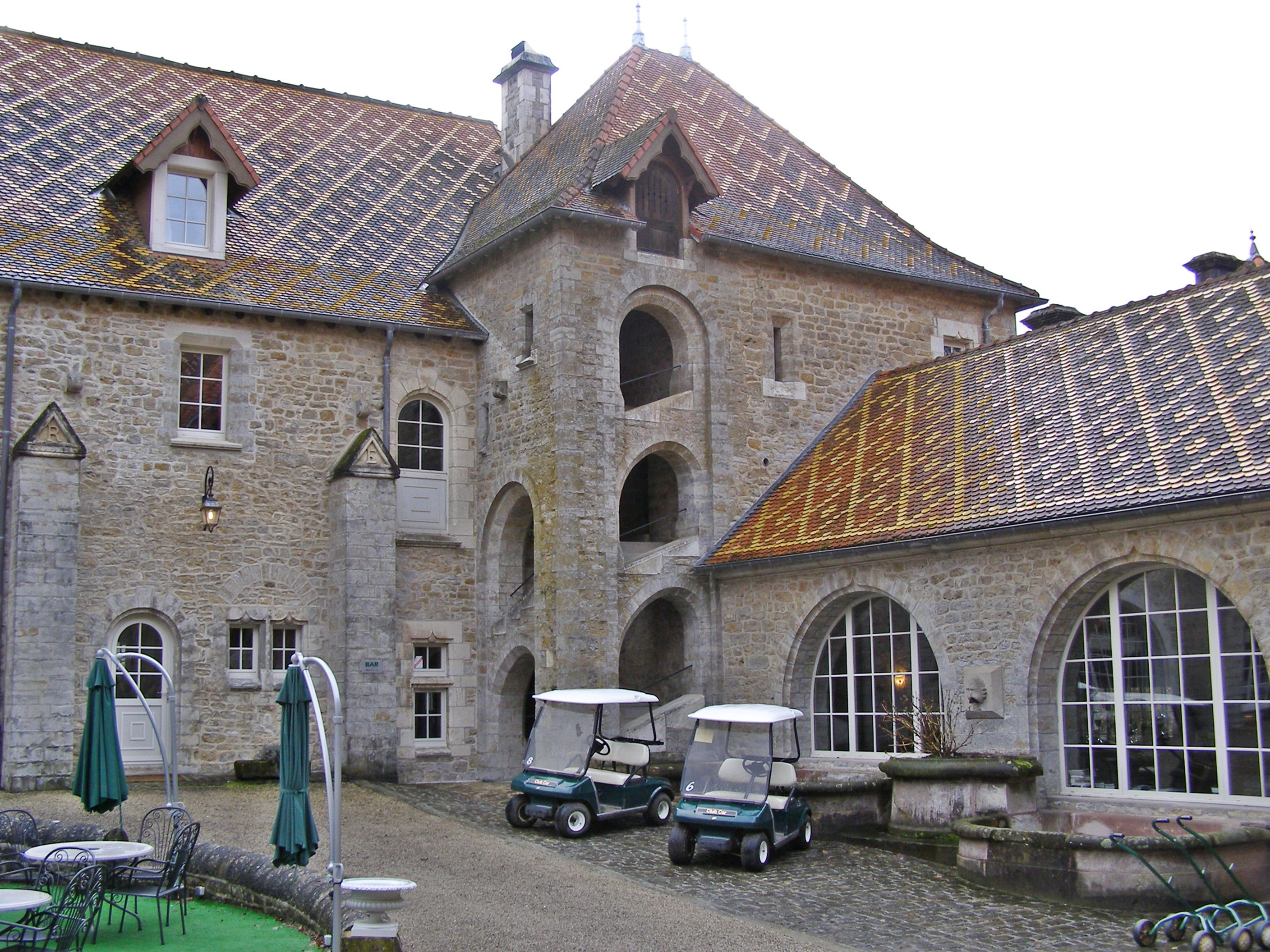
Voiturettes de golf.